# Millenniumi Emlékpark (Pápa)

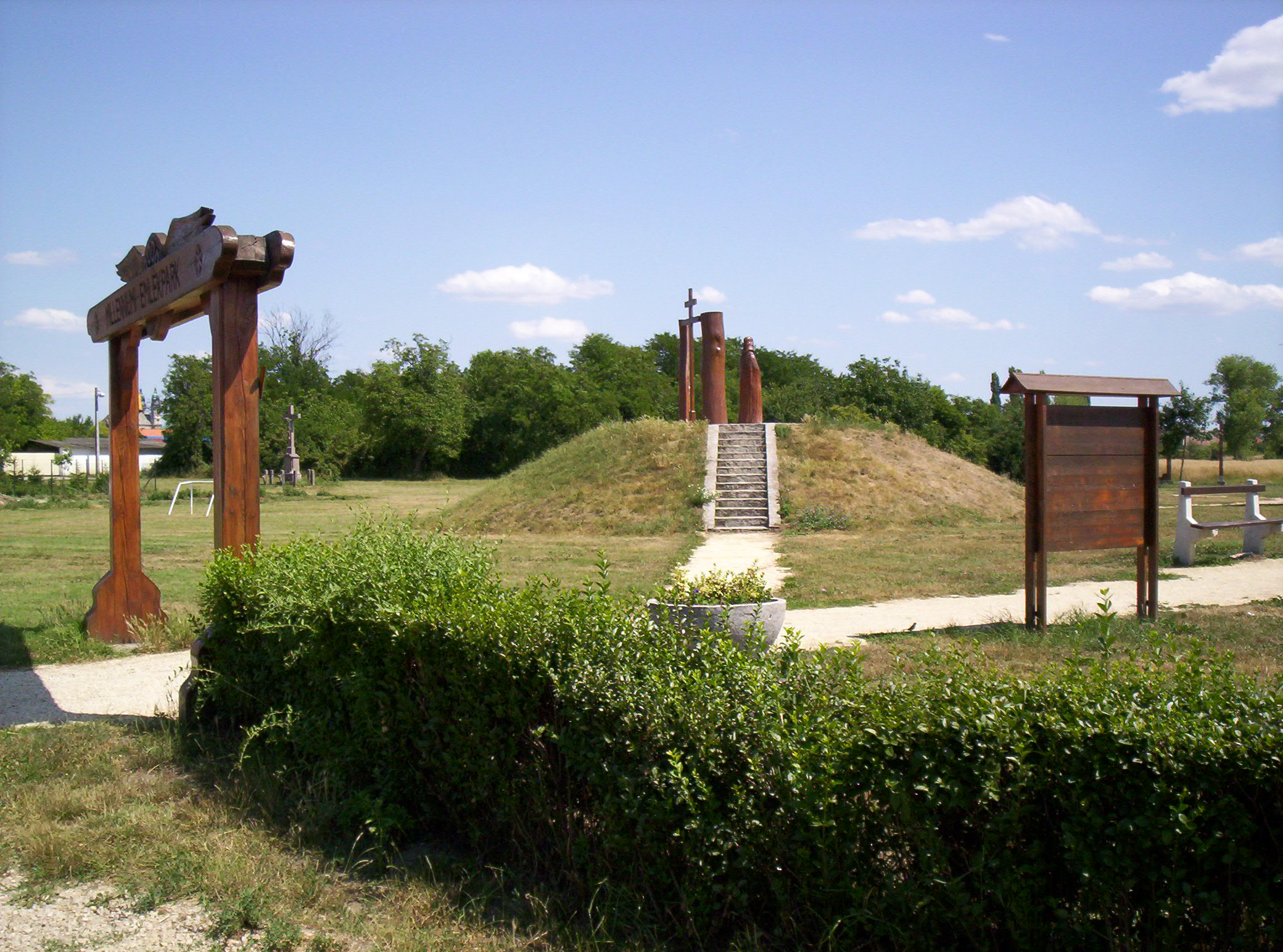
A Millenniumi Emlékpark

A pápai Millenniumi Emlékpark 2000. október 23-án, az államalapítás ezredik évfordulóján nyílt meg.

## A park
A park a város északnyugati részén, a felszámolt felsővárosi temető helyén fekszik. Alakja a történelmi Magyarországot formázza. Az utak a nagyobb folyók vonalát követik, a fák pedig egy-egy, történelmünkben kiemelkedő szerepet játszó város helyét jelzik.

## Emlékművek

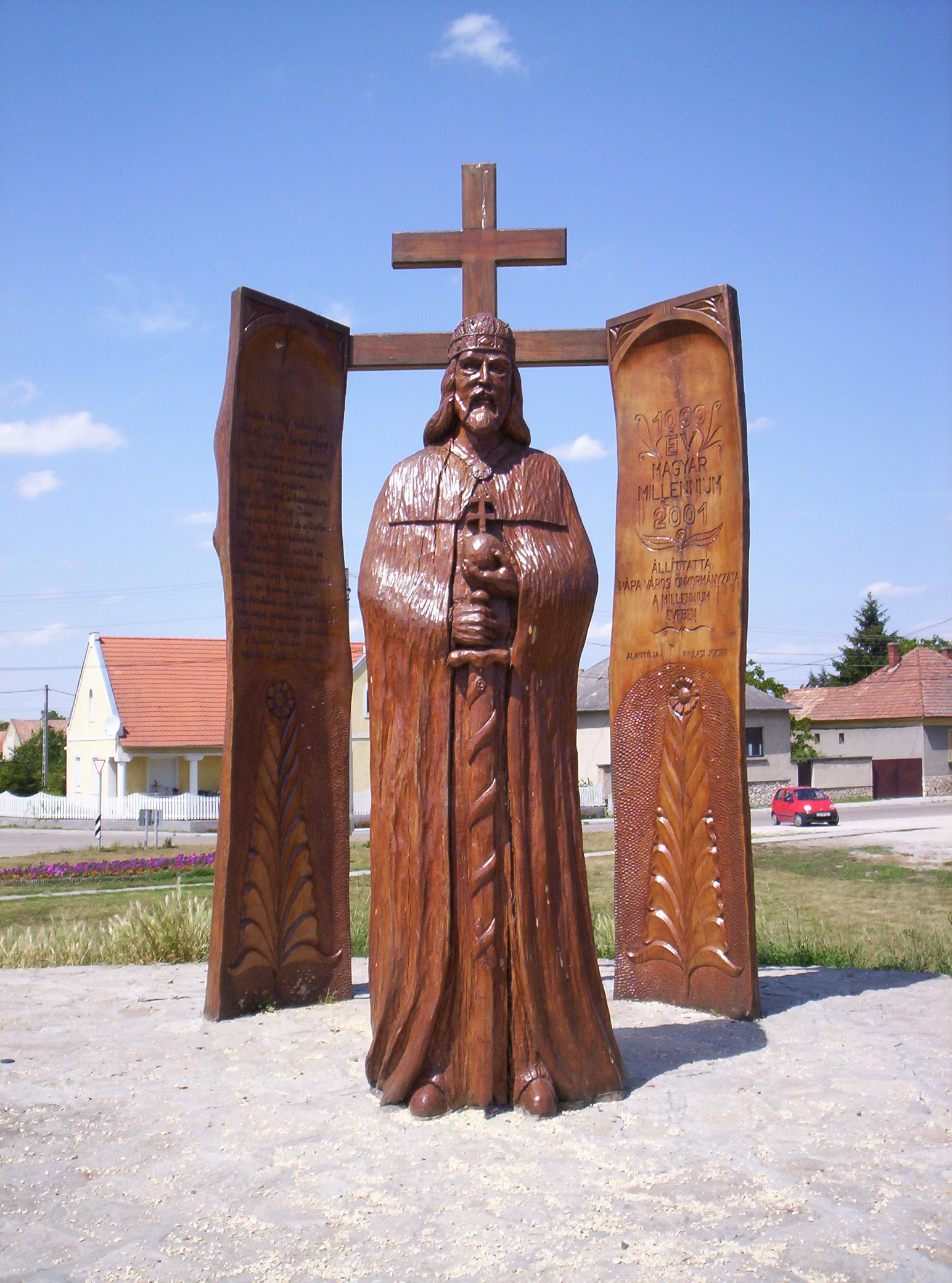
Szent István szobra

A park központi eleme egy mesterséges domb, amelyen I. István király fából készült szobra (Nyulasi József alkotása) áll, fején a Szent Koronával, kezében karddal és az országalmával. A szobor mögött áll egy kettős kereszt és két tábla, rajta egy részlet az Imre herceghez intézett Intelmekből.

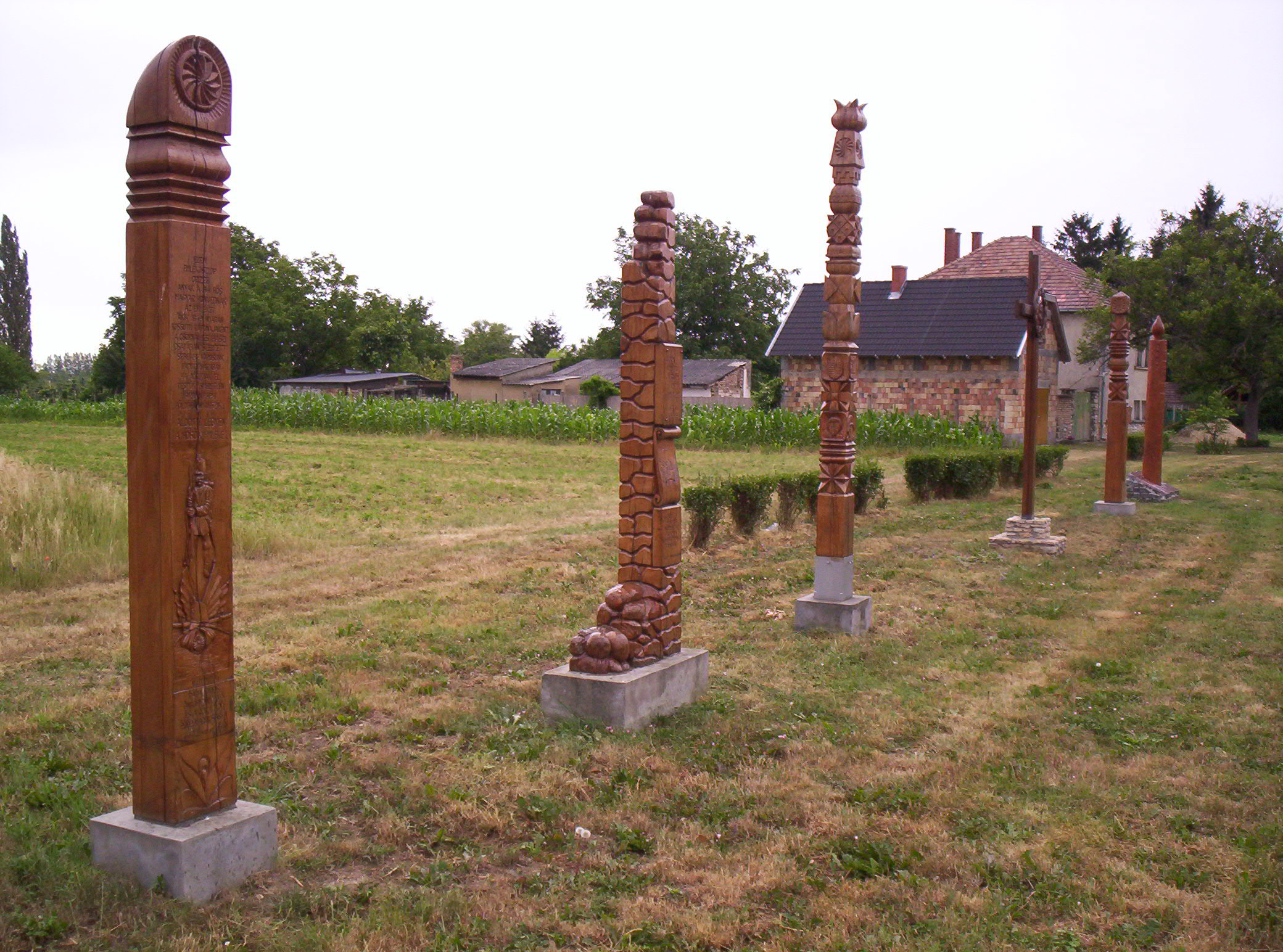
Emlékművek

A park déli részén hat faragott emlékmű áll sorban, egy kivételével szintén Nyulasi József fafaragóművész munkái:
- 1848-49-es emlékmű. A 2002 márciusában állított faragott emlékoszlop annak a 34 magyar honvédnek az emlékét őrzi, akik a csornai és ihászi csatákban szerzett sebeikbe pápai hadikórházakban haltak bele, és testük ismeretlen helyen pápai földben nyugszik. Alsó részén egy dombormű puskáját tartó '48-as honvédet formáz.

- A végvári hősök emlékműve. A 2002-ben állított emlékmű kidolgozása kőfalat mintáz, a középső részen levő faragás a pápai vár korabeli metszetekről ismert ábrázolását idézi.

- Kopjafa, Hanis Mihály munkája. A Felsőváros lakossága állíttatta 2003-ban a második világháború ismeretlen helyen nyugvó pápai áldozatai emlékére. Négy oldalán katona- és civilportrék, illetve Magyarország, Pápa város és a Felsőváros címere látható.

- Kereszt, közepén a Szűzanya és a gyermek Jézus képével. A kép közüli tizenkét csillag az uniós zászlót idézi.

- Kopjafa a Rákóczi-szabadságharc pápai eseményei és résztvevői emlékére. 2005. október 29-én, a fejedelem kassai újratemetésének 99. évfordulóján állították. Előtte faragott zászló áll koronás címerrel és Pro Libertate felirattal.

- 1956-os emlékmű, 2006-ban, az ötvenedik évfordulón állították. Alapja márványlapokból kirakott magyar zászló, mely felső és alsó sávjában az 1956 és 2006 évszámokat viseli. A zászló közepén levő lyukból kinövő oszlop égő gyertyát formáz, rajta ugyancsak a két évszám, valamint a babérágakkal övezett Kossuth-címer és egy lyukas zászló, melyen két kopjafa nyúl át.

A parkban áll még egy díszesen faragott székelykapu, Pápa erdélyi testvérvárosának, Kovásznának az ajándéka.